# Louise Abbéma
Louise Abbéma, née le 30 octobre 1853 à Étampes et morte le 26 juillet 1927 à Paris est une peintre, graveuse, illustratrice et sculptrice française.
Elle est connue pour la réalisation de portraits de personnalités parisiennes et de scènes de genre.

## Biographie

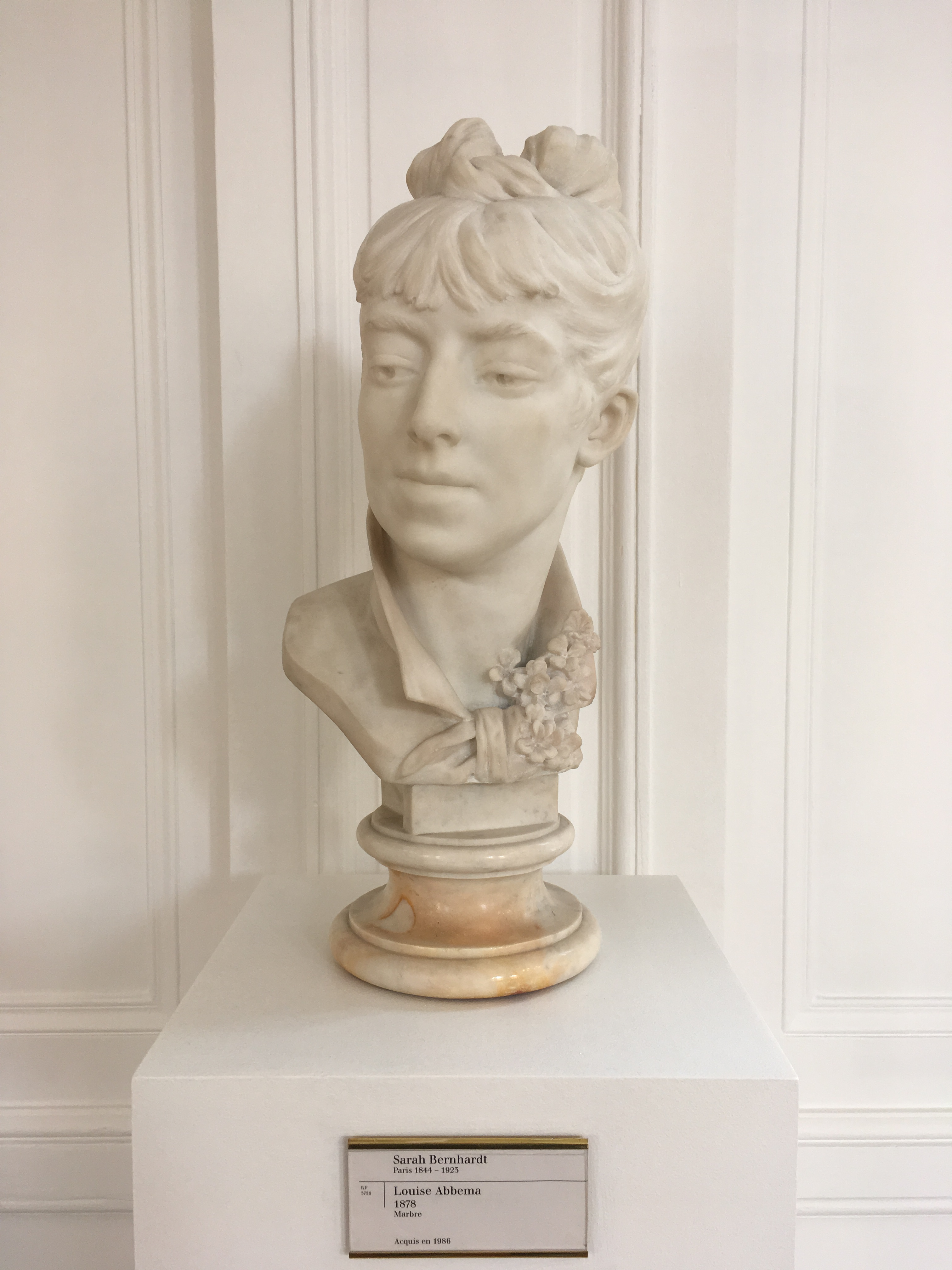
Buste de Sarah Bernhardt, de Louise Abbéma (1878), marbre, Paris, musée d'Orsay.

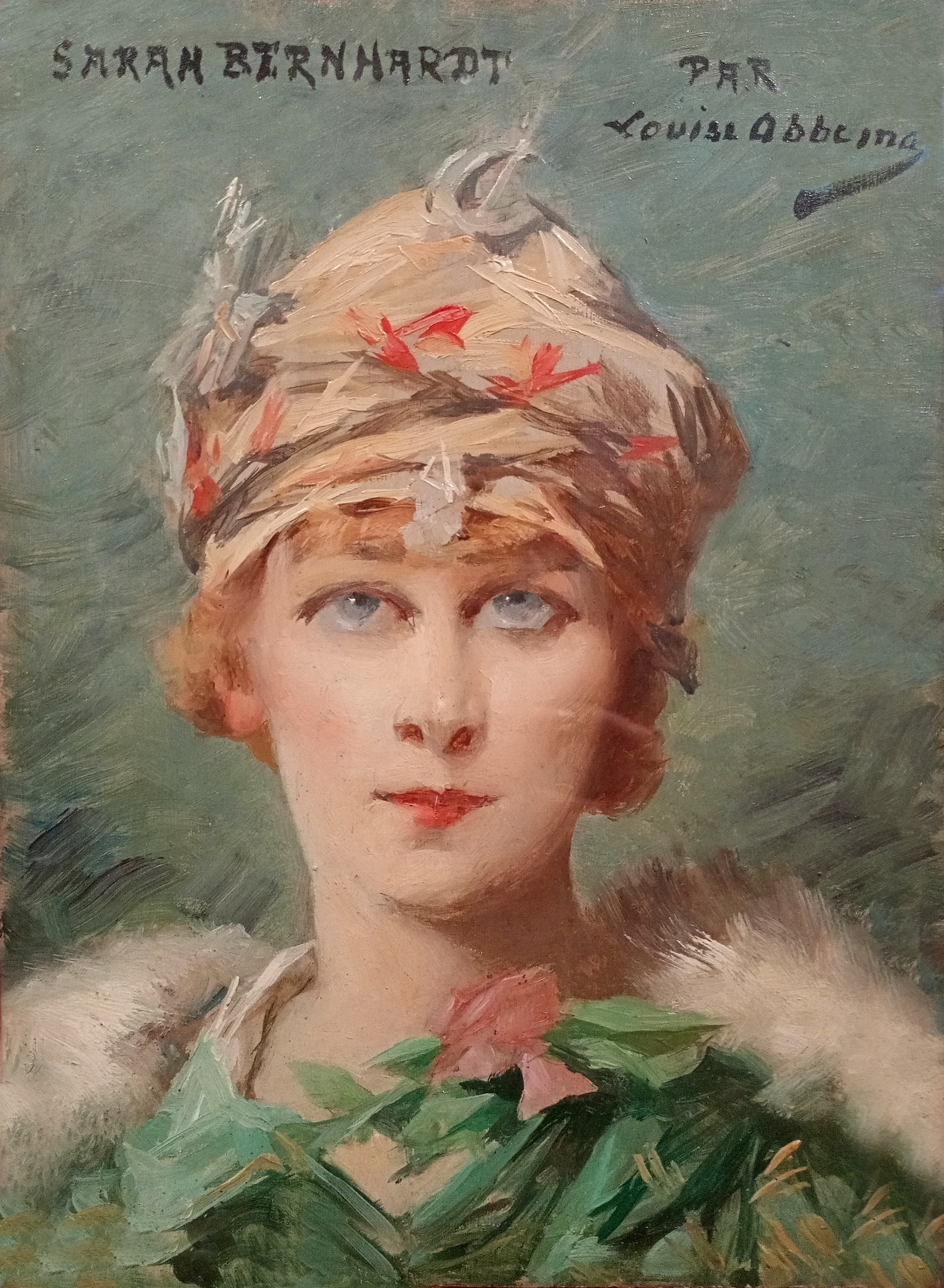
Portrait de Sarah Bernhardt par Louise Abbéma. 1880.

Louise Abbéma est la fille du vicomte Émile-Léon Abbéma (1826-1915), administrateur de la Compagnie du chemin de fer de Paris à Orléans, et chef de gare de la station d’Étampes, et d'Henriette-Anne-Sophie d'Astoin (1826-1905). Louise Abbéma est l'arrière-petite-fille du comte de Narbonne, fils naturel de Louis XV, et de la comédienne Louise Contat, et la petite-fille d'Amalric Contat, elle aussi actrice.
Louise Abbéma, Loulou pour les intimes, est née en 1853. Par coquetterie ou erreur typographique, la date de naissance de 1858 est reprise par l'ensemble des documents à son sujet.
Louise Abbéma se forme auprès du peintre d'histoire Louis Devédeux (1820-1874), puis devient l'élève des artistes Charles Chaplin (1825-1891), Jean-Jacques Henner (1829-1905) et Carolus-Duran (1837-1917). Dès l'âge de vingt-trois ans, elle accède à la notoriété grâce à un portrait de Sarah Bernhardt réalisé en 1875, puis en exécutant ceux de l'artiste Jean-Jacques Henner, de l'entrepreneur et diplomate Ferdinand de Lesseps et de l'architecte de l'opéra Charles Garnier. Sarah Bernhardt — qui est sa compagne, — a sculpté un buste en marbre de Louise Abbéma en 1878.
Elle fait partie des peintres officiels des fastes de la IIIe République en démontrant sa grande maîtrise pour l'exécution des panneaux décoratifs à Paris, pour : l'Opéra-Comique, l'Hôtel de ville et les mairies des VIIe, Xe et XXe arrondissements.
En 1881, elle reçoit une mention honorable au Salon des artistes français où elle expose régulièrement jusqu'en 1926. En 1890, elle expose une toile intitulée Le Japon au premier Salon de la Société nationale des beaux-arts.
Elle est membre de la délégation de femmes françaises artistes présentées à l'Exposition universelle de 1893 à Chicago, regroupées dans le Woman's Building, tout en exposant également au Fine-Arts Palace de Chicago.
Elle grave à la pointe-sèche des portraits, dont ceux de Sarah Bernhardt, Charles Garnier, Jean-Jacques Henner et Carolus-Duran.
Elle fournit des dessins pour plusieurs revues d'art et illustre La Mer de René Maizeroy.
Au début du XXe siècle, elle fréquente le salon de Madeleine Lemaire, où elle rencontre Robert de Montesquiou, qui consacre un poème satirique à cette rencontre, Abîme.
De 1883 à 1908, elle a un atelier au no 47 rue Laffitte dans le 9e arrondissement de Paris. Domicile dans lequel elle décède le 26 juillet 1927.
Louise Abbéma repose à Paris, au cimetière du Montparnasse, dans la division 9.

## Œuvres
(Liste non exhaustive, classée par année de réalisation.)

### Tableaux
- 1875 : Renée Delmas de Pont-Jest, huile sur toile, 83,2 × 102,2 cm, Melbourne, National Gallery of Victoria, 2022.1528[O 1].
- 1877 :
  - Le Déjeuner dans la serre, huile sur toile (195 × 308 cm), musée des Beaux-Arts de Pau[O 2] ;
  - Renée Delmas, ancien titre L'Hiver, huile sur toile (100,5 × 56,2 cm), musée des Beaux-Arts de Reims[O 3],[Note 1].
- 1880 : Portrait de Jeanne Samary, huile sur toile, musée Carnavalet (Paris) ;
- 1882 : Les Quatre Saisons, quatre huiles sur toile présentés au salon de 1882[O 4] ;
- 1883 : Portrait de Madame Grenier, huile sur toile, musée d'art Roger-Quilliot (Clermont-Ferrand) ;
- 1885 : Sarah Bernhardt à table, Gouache et pastel sur papier marouflé sur toile (64 X 91 cm), Petit Palais[14]
- 1887 : Portrait de M. Abbéma, présenté au Salon de 1887[O 5] ;
- 1889 : Falaise fleurie, huile sur toile, Salon de la Société des artistes français de 1889[O 6] ;
- 1893 : Dans les fleurs, huile sur toile, Salon de la Société des artistes français de 1893[O 7] ;
- 1894 : Matin d’avril, place de la Concorde, huile sur toile, Salon de 1894[réf. nécessaire] ;
- 1899 : Roses de Trianon, huile sur toile, Salon de la Société des artistes français de 1899[O 8] ;
- 1902 : Panneau décoratif : allégorie du Printemps, huile sur toile (130 × 100 cm), musée d'Orsay (Paris)[O 9] ;
- 1902-1906 : Panneau décoratif : allégorie de l'Hiver, huile sur toile (130 × 100 cm), musée d'Orsay (Paris)[O 10] ;
- 1907 : Diane, huile sur toile, Salon de la Société des artistes français de 1907[O 11] ;
- 1909 : Roses blanches, ou Roses trémières blanches, huile sur toile (95 × 78 cm), ministère de la Défense (Paris)[O 12] ;
- 1911-1912 : Portrait d'Anne de Bretagne, panneau peint, dans la grande salle de l'hôtel de ville de Redon (Ille-et-Vilaine)[O 13] ;
- 1915 : Les avions à Montmélian, huile sur toile (60 × 41 cm), La Contemporaine (Nanterre)[15] ;
- 1916 : 
  - La Victoire, huile sur toile[O 14] ;
  - Portrait d'un femme couronnée de laurier, huile sur bois (24 × 15,5 cm), La Contemporaine (Nanterre)[16] ;
- 1921 : Portrait de Sarah Bernhardt, huile sur toile (87 × 120 cm), musée d'Orsay (Paris)[O 15] ;
- s.d. : Jeune Femme dans un jardin ou Jeune Femme à l'éventail (78 x 61 cm), huile sur toile, musée des Beaux-Arts de Dijon[O 16].

### Dessins et affiches
- 1885 : Sarah Bernhardt in a Japanese Garden, dessin en pastel dans un modèle d'éventail (79 × 45 cm), au musée d'art de Zimmerli (New Brunswick, États-Unis)[O 17] ;
- 1903 : La Sorcière. Affiche pour le théâtre Sarah-Bernhardt, affiche en chromolithographie (195 × 129 cm), au musée d'Orsay (Paris)[O 18] ;
- 1906 : Capucines, dessin en pastel, au musée national Adrien-Dubouché de Limoges[O 19].

### Illustrations
- 1881 : Portraits de Jules Claretie, d'Alexandre Falguière et de Léo Delibes paru dans deux numéros des Croquis contemporains ;
- 1895 : Goûter au pavillon d'Armenonville, chromolithographie, illustration pour la couverture du Le Figaro illustré de mai 1895[O 20].

### Sculptures
- 1875 : Sarah Bernhardt (1844-1923), médaillon en bronze (20 × 16 cm), au musée d'Orsay (Paris)[O 21] ;
- s.d. : Mains jointes de Sarah Bernhardt et Louise Abbéma, moulage en bronze (longueur 31 cm) sur socle en marbre noir, avec signatures et cachet[7],[Note 2].

## Galerie

Œuvres de Louise Abbéma
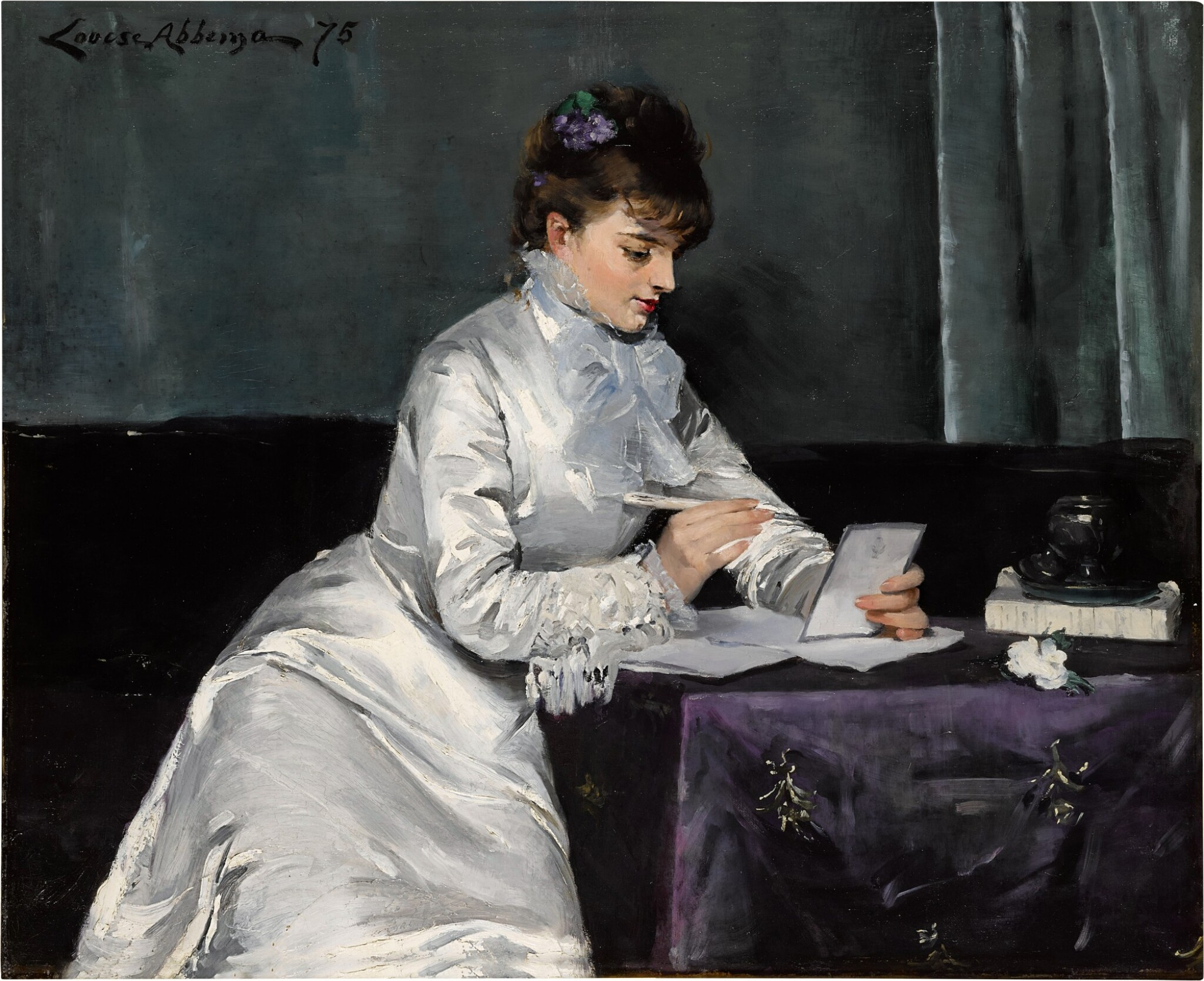
Renée Delmas de Pont-Jest (1875).
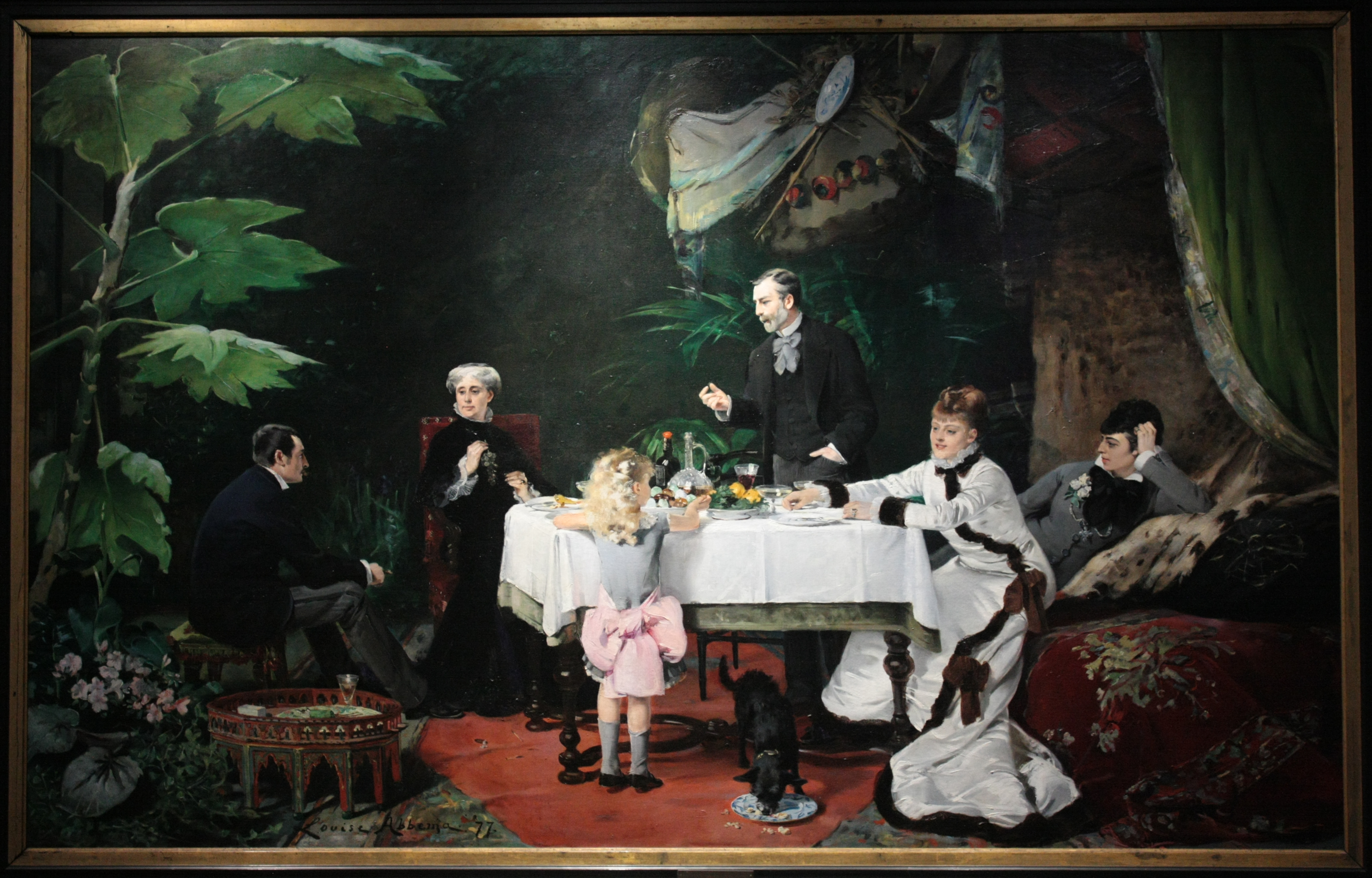
Le Déjeuner dans la serre (1877).
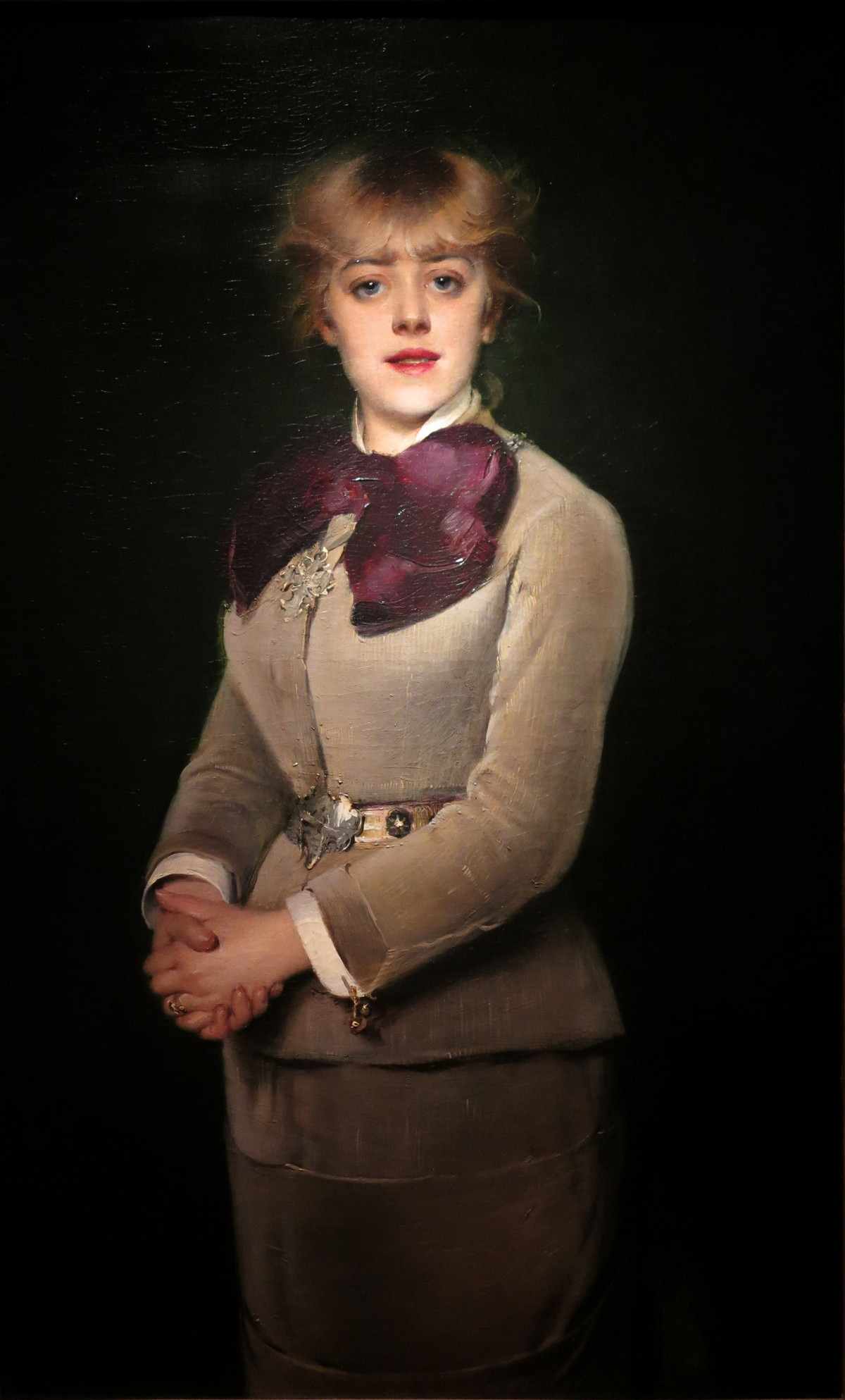
Portrait de Jeanne Samary (1879).
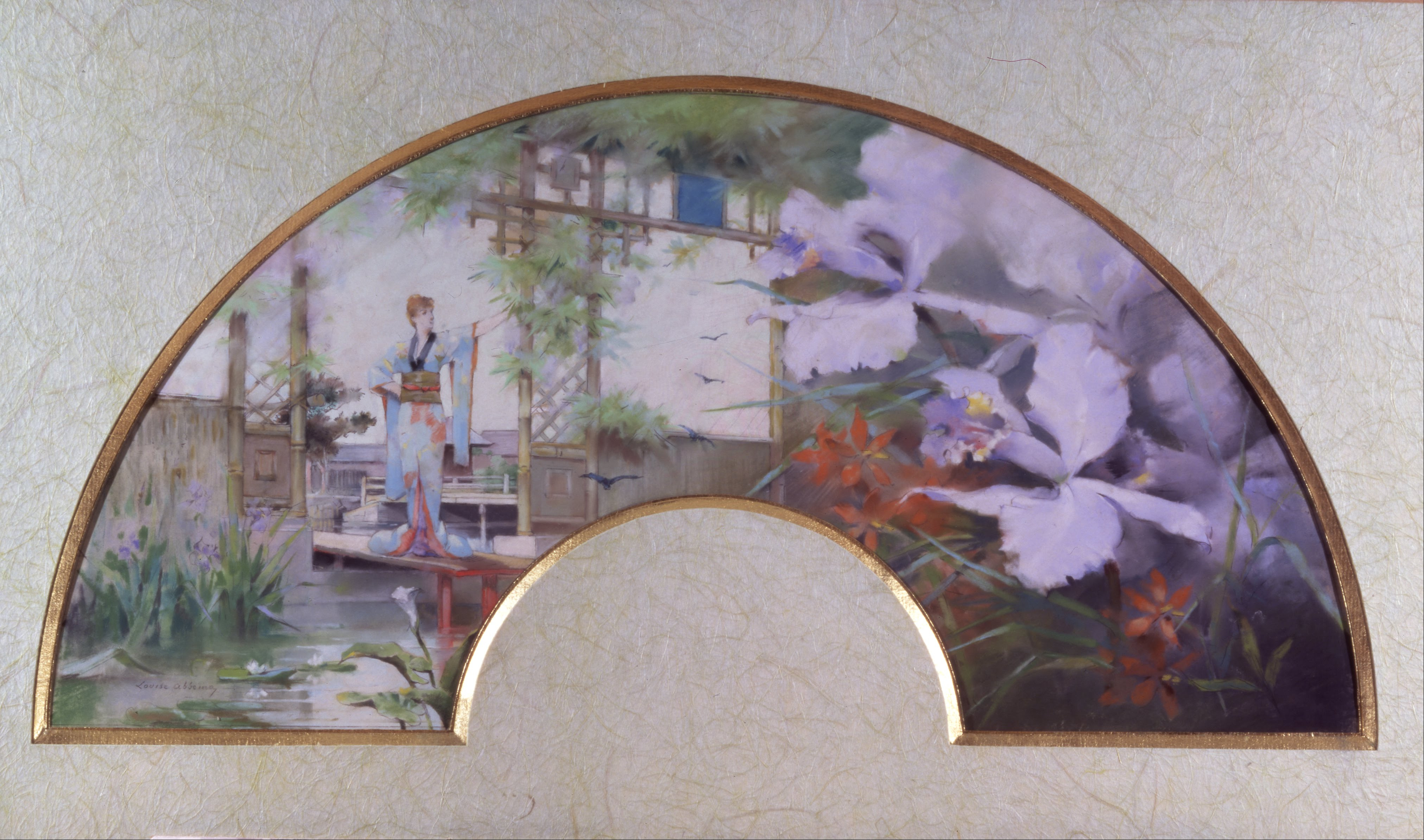
Sarah Bernhardt dans un jardin japonais (1885).
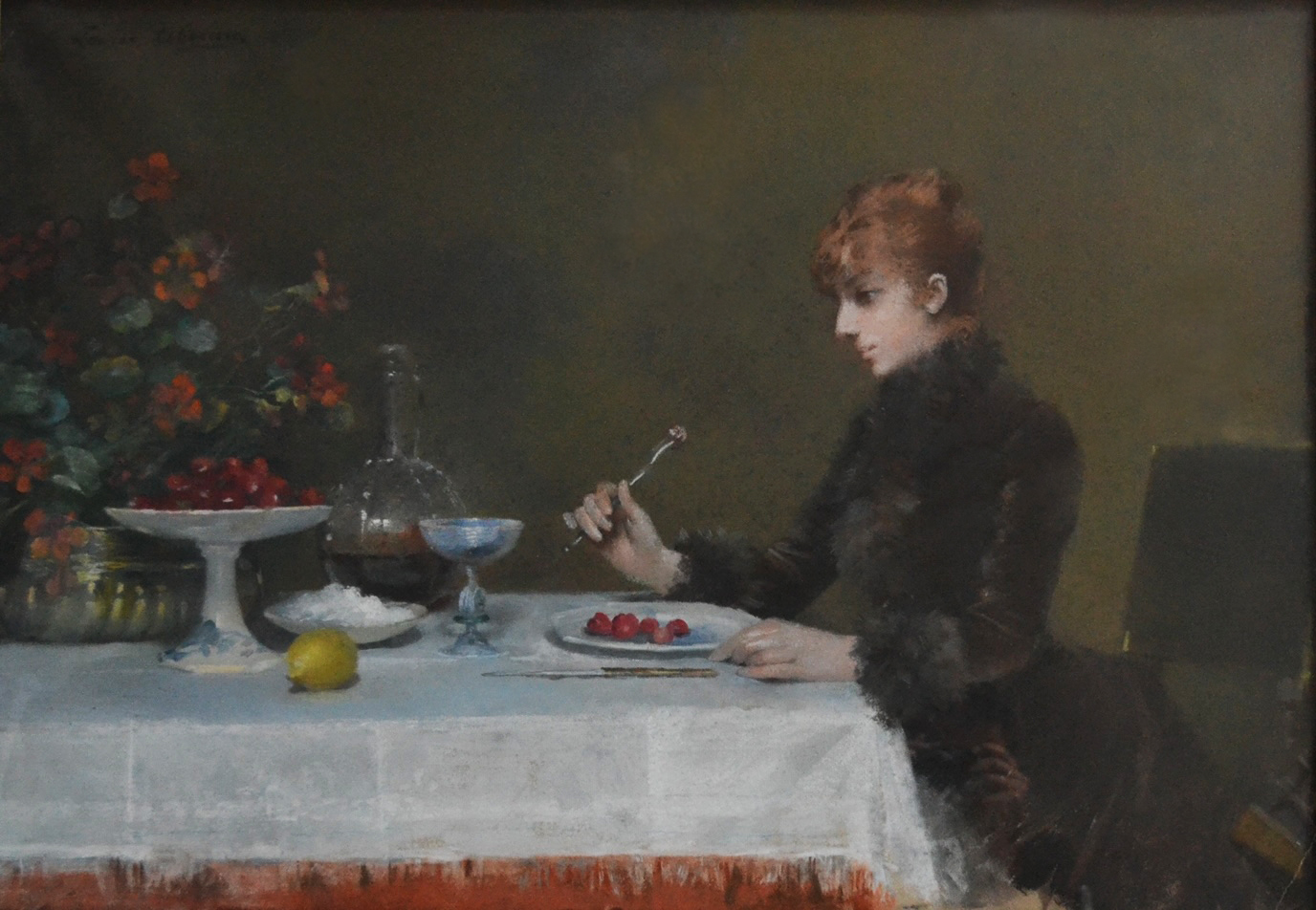
Sarah Bernhardt à table (vers 1885).
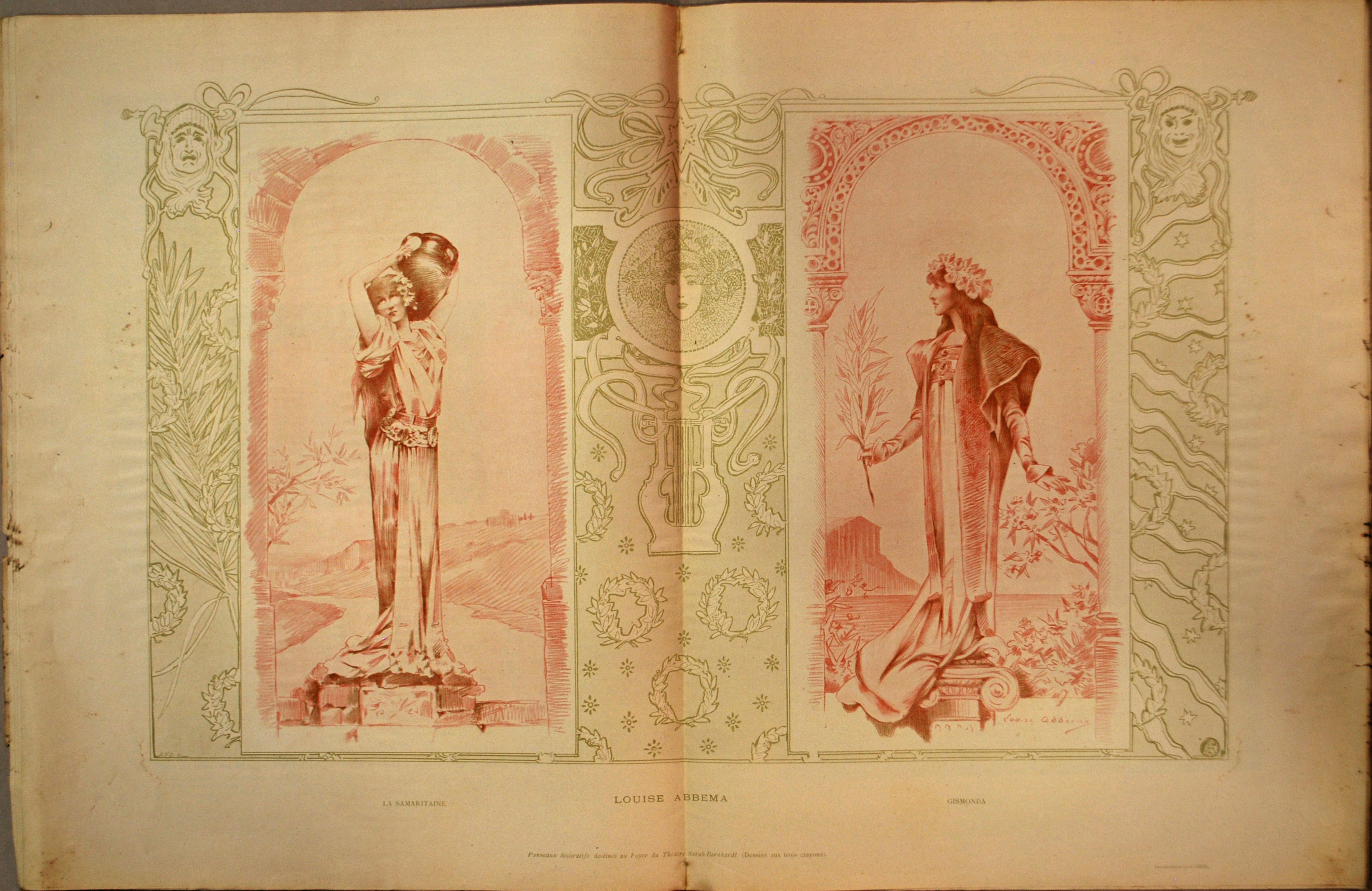
Panneaux du foyer du théâtre Sarah Bernhardt : La Samaritaine, Gismonda. Paris-Noël (1899).
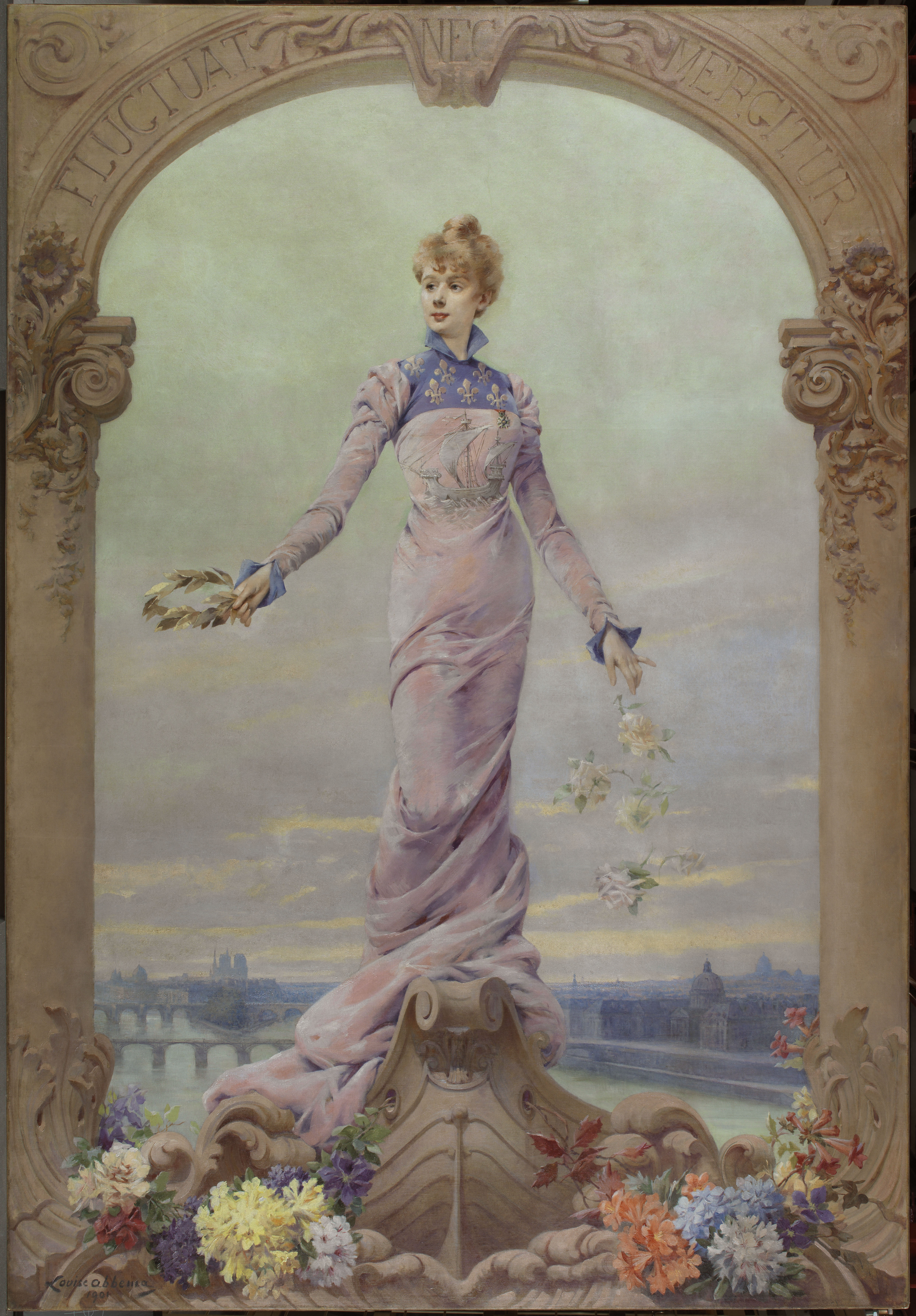
Allégorie de la Ville de Paris (1901).

## Réception critique
Dans son ouvrage critique L'art moderne, Joris-Karl Huysmans écrit à propos des panneaux des Quatre Saisons, exposés au Salon de 1882 : 

« […] Encore un peintre qui n'était pas le premier venu et qui s'effondre ! Nous allons pouvoir en dire autant de Mlle Abbéma qui tirait jadis de ses boîtes à couleurs de gais pétards. Les quatre saisons, représentées par quatre actrices, sont, comme concept, une niaiserie bien féminine, mais ce qui est pis encore, c'est l'exécution lâchée, l'impersonnalité de cette peinture molle et acide. »

## Distinctions
- Chevalière de l'ordre du Mérite agricole (1900).
- Chevalière de la Légion d'honneur : le 11 octobre 1906, elle est nommée au grade de chevalier dans l'ordre national de la Légion d'honneur et faite chevalière le 18 novembre 1906[3],[17].

## Hommage
En 2022, l'allée Louise-Abbéma est inaugurée dans le square Sarah-Bernhardt du 20e arrondissement de Paris.

### Note
1. ↑  Portrait de l'actrice Renée Delmas au théâtre René de Pont-Jest. Elle est l'épouse de Lucien Guitry et mère de Sacha Guitry. Elle pose pour Louise Abbéma à plusieurs reprises.
2. ↑  Le moulage en bronze des mains jointes des deux femmes est exposé à l'Espace Cardin en 1976. En 1999, l'association lesbienne Janet & Co dépose une plainte pour vol de l'œuvre.